# Superbike-Weltmeisterschaft 1996
Die Superbike-WM-Saison 1996 war die neunte in der Geschichte der FIM-Superbike-Weltmeisterschaft. Bei zwölf Veranstaltungen wurden 24 Rennen ausgetragen.

## Punkteverteilung
Weltmeister wird derjenige Fahrer beziehungsweise der Hersteller, der bis zum Saisonende die meisten Punkte in der Weltmeisterschaft angesammelt hat. Bei der Punkteverteilung werden die Platzierungen im Gesamtergebnis des jeweiligen Rennens berücksichtigt. Die fünfzehn erstplatzierten Fahrer jedes Rennens erhalten Punkte nach folgendem Schema:
| Punkteverteilung | Punkteverteilung | Punkteverteilung | Punkteverteilung | Punkteverteilung | Punkteverteilung | Punkteverteilung | Punkteverteilung | Punkteverteilung | Punkteverteilung | Punkteverteilung | Punkteverteilung | Punkteverteilung | Punkteverteilung | Punkteverteilung | Punkteverteilung |
| ---------------- | ---------------- | ---------------- | ---------------- | ---------------- | ---------------- | ---------------- | ---------------- | ---------------- | ---------------- | ---------------- | ---------------- | ---------------- | ---------------- | ---------------- | ---------------- |
| Platz            | 1                | 2                | 3                | 4                | 5                | 6                | 7                | 8                | 9                | 10               | 11               | 12               | 13               | 14               | 15               |
| Punkte           | 25               | 20               | 16               | 13               | 11               | 10               | 9                | 8                | 7                | 6                | 5                | 4                | 3                | 2                | 1                |

In die Wertung kamen alle erzielten Resultate.

## Rennergebnisse
|    | Datum  | Rennen             | Strecke        | Pole-Position       | Lauf | Platz 1             | Platz 2             | Platz 3             | Schn. Rennrunde     |
| -- | ------ | ------------------ | -------------- | ------------------- | ---- | ------------------- | ------------------- | ------------------- | ------------------- |
| 1  | 14.04. | San Marino         | Misano         | John Kocinski       | 1    | John Kocinski       | Troy Corser         | Pierfrancesco Chili | John Kocinski       |
| 1  | 14.04. | San Marino         | Misano         | John Kocinski       | 2    | John Kocinski       | Troy Corser         | Pierfrancesco Chili | Troy Corser         |
| 2  | 28.04. | Großbritannien     | Donington      | Troy Corser         | 1    | Troy Corser         | Simon Crafar        | Anthony Gobert      | Troy Corser         |
| 2  | 28.04. | Großbritannien     | Donington      | Troy Corser         | 2    | Troy Corser         | Aaron Slight        | Anthony Gobert      | Aaron Slight        |
| 3  | 10.05. | Deutschland        | Hockenheim     | Pierfrancesco Chili | 1    | Aaron Slight        | John Kocinski       | Colin Edwards       | Troy Corser         |
| 3  | 10.05. | Deutschland        | Hockenheim     | Pierfrancesco Chili | 2    | Carl Fogarty        | Aaron Slight        | John Kocinski       | Aaron Slight        |
| 4  | 16.06. | Italien            | Monza          | Pierfrancesco Chili | 1    | Carl Fogarty        | Aaron Slight        | Colin Edwards       | Pierfrancesco Chili |
| 4  | 16.06. | Italien            | Monza          | Pierfrancesco Chili | 2    | Pierfrancesco Chili | Aaron Slight        | Carl Fogarty        | Troy Corser         |
| 5  | 30.06. | Tschechien         | Brünn          | Troy Corser         | 1    | Troy Corser         | Carl Fogarty        | Aaron Slight        | Troy Corser         |
| 5  | 30.06. | Tschechien         | Brünn          | Troy Corser         | 2    | Troy Corser         | Aaron Slight        | Carl Fogarty        | Troy Corser         |
| 6  | 21.07. | Vereinigte Staaten | Laguna Seca    | John Kocinski       | 1    | John Kocinski       | Troy Corser         | Neil Hodgson        | Anthony Gobert      |
| 6  | 21.07. | Vereinigte Staaten | Laguna Seca    | John Kocinski       | 2    | Anthony Gobert      | Troy Corser         | Aaron Slight        | Wataru Yoshikawa    |
| 7  | 04.08. | Europa             | Brands Hatch   | Troy Corser         | 1    | Pierfrancesco Chili | Anthony Gobert      | John Kocinski       | John Kocinski       |
| 7  | 04.08. | Europa             | Brands Hatch   | Troy Corser         | 2    | Troy Corser         | Pierfrancesco Chili | Colin Edwards       | Troy Corser         |
| 8  | 18.08. | Indonesien         | Sentul         | Colin Edwards       | 1    | John Kocinski       | Carl Fogarty        | Aaron Slight        | Carl Fogarty        |
| 8  | 18.08. | Indonesien         | Sentul         | Colin Edwards       | 2    | John Kocinski       | Aaron Slight        | Carl Fogarty        | John Kocinski       |
| 9  | 25.08. | Japan              | Sugo           | Troy Corser         | 1    | Yuichi Takeda       | Noriyuki Haga       | Wataru Yoshikawa    | Noriyuki Haga       |
| 9  | 25.08. | Japan              | Sugo           | Troy Corser         | 2    | Takuma Aoki         | John Kocinski       | Aaron Slight        | Takuma Aoki         |
| 10 | 08.09. | Niederlande        | Assen          | John Kocinski       | 1    | Carl Fogarty        | Pierfrancesco Chili | Aaron Slight        | Carl Fogarty        |
| 10 | 08.09. | Niederlande        | Assen          | John Kocinski       | 2    | Carl Fogarty        | Troy Corser         | John Kocinski       | John Kocinski       |
| 11 | 06.10. | Spanien            | Albacete       | Troy Corser         | 1    | Troy Corser         | Colin Edwards       | John Kocinski       | Troy Corser         |
| 11 | 06.10. | Spanien            | Albacete       | Troy Corser         | 2    | Troy Corser         | John Kocinski       | Colin Edwards       | Troy Corser         |
| 12 | 27.10. | Australien         | Phillip Island | Colin Edwards       | 1    | Anthony Gobert      | Colin Edwards       | Troy Corser         | Aaron Slight        |
| 12 | 27.10. | Australien         | Phillip Island | Colin Edwards       | 2    | Anthony Gobert      | Aaron Slight        | Colin Edwards       | Aaron Slight        |

## Fahrerwertung
| 1  | Troy Corser          | Ducati   | Promotor Racing             | 369 |
| 2  | Aaron Slight         | Honda    | Castrol Honda               | 347 |
| 3  | John Kocinski        | Ducati   | Ducati Corse                | 337 |
| 4  | Carl Fogarty         | Honda    | Castrol Honda               | 331 |
| 5  | Colin Edwards        | Yamaha   | Yamaha World Superbike Team | 248 |
| 6  | Pierfrancesco Chili  | Ducati   | Yamaha World Superbike Team | 223 |
| 7  | Simon Crafar         | Kawasaki | Muzzy Kawasaki              | 180 |
| 8  | Anthony Gobert       | Kawasaki | Muzzy Kawasaki              | 167 |
| 9  | Wataru Yoshikawa     | Yamaha   | Yamaha World Superbike Team | 163 |
| 10 | Neil Hodgson         | Ducati   | Ducati Corse                | 122 |
| 11 | Mike Hale            | Ducati   | Promotor Racing             | 114 |
| 12 | John Reynolds        | Suzuki   | Team Suzuki World Superbike | 99  |
| 13 | Kirk McCarthy        | Suzuki   | Team Suzuki World Superbike | 81  |
| 14 | Paolo Casoli         | Ducati   | Gio.Ca.Moto Racing Team     | 70  |
| 15 | Piergiorgio Bontempi | Kawasaki | Kawasaki Italy Bertocchi    | 63  |
| 16 | Christer Lindholm    | Ducati   | DNL Ducati Corse            | 58  |
| 17 | Jamie Whitham        | Yamaha   | Yamaha World Superbike Team | 37  |
| 18 | Andreas Meklau       | Ducati   | Promotor Racing             | 31  |
| 19 | Takuma Aoki          | Honda    | HRC Honda Racing            | 30  |
| 20 | Yuichi Takeda        | Honda    | HRC Honda Racing            | 25  |

| 21 | Jochen Schmid      | Kawasaki | 23 |
| 22 | Noriyuki Haga      | Yamaha   | 20 |
|    | Norihiko Fujiwara  | Yamaha   | 23 |
| 24 | Peter Goddard      | Suzuki   | 19 |
| 25 | Akira Ryō          | Kawasaki | 17 |
| 26 | Shinya Takeishi    | Kawasaki | 15 |
| 27 | Roger Kellenberger | Honda    | 11 |
|    | Brian Morrison     | Ducati   | 11 |
| 29 | Doug Chandler      | Kawasaki | 10 |
|    | Keiichi Kitagawa   | Suzuki   | 10 |
|    | Michaël Paquay     | Ducati   | 10 |
| 32 | Gregorio Lavilla   | Yamaha   | 9  |
|    | Rob Phillis        | Kawasaki | 9  |
| 34 | Niall Mackenzie    | Yamaha   | 8  |
| 35 | Jeffrey de Vries   | Yamaha   | 7  |
|    | Sean Emmett        | Ducati   | 7  |
| 37 | Larry Pegram       | Ducati   | 6  |
| 38 | Ioannis Boustas    | Ducati   | 5  |
|    | Martin Craggill    | Kawasaki | 5  |
|    | Shawn Giles        | Ducati   | 5  |

|    | Dean Thomas        | Honda    | 5 |
| 42 | Stéphane Chambon   | Ducati   | 4 |
|    | Udo Mark           | Yamaha   | 4 |
| 44 | Damon Buckmaster   | Suzuki   | 3 |
|    | Craig Connell      | Ducati   | 3 |
|    | Igor Jerman        | Kawasaki | 3 |
|    | Steve Martin       | Suzuki   | 3 |
|    | Jim Moodie         | Ducati   | 3 |
|    | Yukio Nukumi       | Ducati   | 3 |
| 50 | Ian Simpson        | Ducati   | 2 |
|    | Michael Smith      |          | 2 |
|    | Tamaki Serizawa    | Suzuki   | 2 |
| 54 | Ferdinando Di Maso | Ducati   | 1 |

## Konstrukteurswertung
| 1 | Ducati   | 521 |
| 2 | Honda    | 430 |
| 3 | Kawasaki | 308 |
| 4 | Yamaha   | 300 |
| 5 | Suzuki   | 156 |